# Ekpoma
Ekpoma – miasto w Nigerii, w stanie Edo. Według danych szacunkowych na rok 2009 liczy 117 950 mieszkańców. Siedziba władz Esan West.